# México, México
México, México - singiel meksykańskiego zespołu RBD stworzony na potrzeby promocji w Meksyku Mistrzostw Świata w Piłce Nożnej 2006, które odbyły się w Niemczech. Zespół wykonywał ją czasem na meczach piłkarskich. Piosenka stała się hymnem Mundialu 2006 w Meksyku.
Do piosenki nagrano dwa teledyski. Pierwszy był to oficjalny teledysk, w którym zespół grał w piłkę nożną, a dziewczyny śpiewały na statku. Drugi został nagrany na planie telenoweli Rebelde, gdzie na telewimie był pokazywany poprzedni teledysk i oba były ze sobą przeplatane.